# Veuilly-la-Poterie
Veuilly-la-Poterie é uma comuna francesa na região administrativa de Altos da França, no departamento de Aisne. Estende-se por uma área de 7,54 quilômetros quadrados. Em 2010 a comuna tinha 164 habitantes (densidade: 21,8 hab./km²).